# Life Is Strange: Before the Storm
A Life Is Strange: Before the Storm egy epizódikus grafikus kalandjáték, amelyet a Deck Nine fejlesztett ki és a Square Enix adott ki. A három epizód 2017 végén jelent meg Microsoft Windows, PlayStation 4 és Xbox One, 2018 végén pedig Linux, macOS, Android és iOS rendszerekhez. Ez a Life Is Strange sorozat második bejegyzése, amelyet előzményként állítottak be.
A Deck Nine 2016-ban kezdett el dolgozni a játékon a Unity játékmotor felhasználásával. Ashly Burch, aki az eredeti játékban volt Chloe Price hangja, nem személyesítette meg ismét a szereplőt a szinkronszínészek sztrájkja miatt, de helyet kapott a Farewell DLC-epizódban. A zenét a Daughter brit indie-folk együttes szerezte. A megjelenését követően a játékot méltatták a szakértők.

## Játékmenet
A cselekmény a tizenhat éves Chloe Price-ra és az iskolatársával, Rachel Amberhöz fűződő kapcsolatára összpontosít. A játékmenet leginkább az elágazó párbeszédek használatával és a környezettel való interakcióval foglalkozik.

## Fejlesztése
A fejlesztés 2016-ban kezdődött a Square Enix London Studios közreműködésével, a Unity játék motorjának alkalmazásával. Rhianna DeVries, aki eredetileg Chloe Price számára adott hangot, az eredeti hangszínésznő, Ashly Burch írástanácsadóként szolgált. Burch a SAG-AFTRA sztrájk miatt nem vállalta újra szerepét. A sztrájk végeztével Burch és Hannah Telle, aki Max Caulfieldnek adott hangot a Life Is Strange-ben, visszatértek a bónusz epizód felvételére.